# Drievlekrouwzwever
De drievlekrouwzwever (Anthrax trifasciatus) is een vliegensoort uit de familie van de wolzwevers (Bombyliidae). De wetenschappelijke naam van de soort is voor het eerst geldig gepubliceerd in 1804 door Meigen.